# Jorge Petraglia

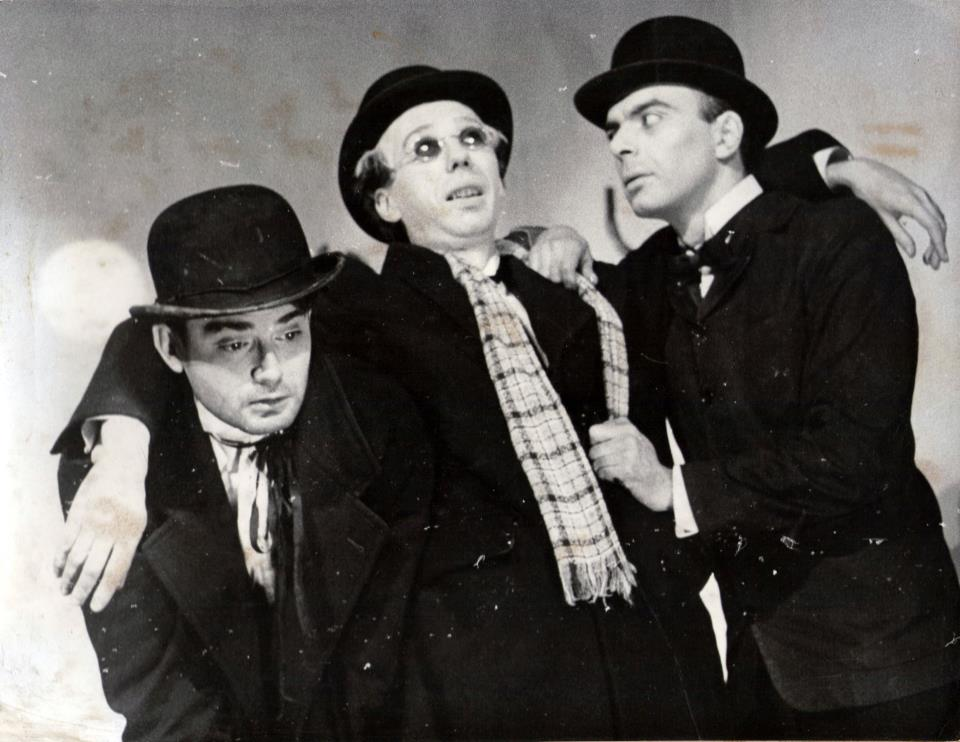
Jorge Petraglia (izquierda) con Roberto Villanueva y Leal Rey - Esperando a Godot, Buenos Aires, 1956

Jorge Petraglia (Buenos Aires, 1927 - Ib., 14 de marzo de 2004) fue un actor y director de teatro argentino. Tuvo una larga trayectoria en la vanguardia teatral de su país, y se encargó de adaptar piezas de Samuel Beckett y Harold Pinter, además de autores coterráneos, como Griselda Gambaro.

## Biografía
Fundó en el Teatro Universitario de Arquitectura en 1949, debutó como director con Edipo Rey y Antígona de Jean Cocteau y en 1956 estrenó en Buenos Aires Esperando a Godot con Roberto Villanueva y su amigo Leal Rey.
Debutó como actor en un brevísimo papel en El proceso de Franz Kafka adaptada por André Gide durante la visita de la compañía de Jean-Louis Barrault y Madeleine Renaud en 1950 en el Teatro Odeón.
Dirigió Los días felices de Samuel Beckett con Luisa Vehil, Krapp o La última cinta magnética y en 1962 el estreno mundial de El cuidador de Harold Pinter y otras piezas luego como El montaplatos, Los enanos o Viejos tiempos.
En 1959 dirigió a Delia Garcés en El octavo día de Alberto de Zavalía seguido por Santa Juana de Bernard Shaw y en 1966 en El jardín de los cerezos de Antón Chéjov, obra en la que en 1998 actuó dirigido por Agustín Alezzo repitiendo su interpretación de Gaiev de 1966.
Durante la era del Instituto Di Tella estrenó el teatro del instituto en 1964 con Lutero, de John Osborne y en 1965 estrenó El desatino y Los siameses de Griselda Gambaro, de la que luego estreno Nada que ver en el Teatro San Martín donde fue asesor por décadas.
Su mayor éxito fue la adaptación libre de Orquesta de señoritas de Jean Anouilh donde hombres hacían el papel de la señoritas y que se mantuvo en cartel entre 1974 y 1981.
Otras recordadas puestas en escenas de su autoría fueron, Seis personajes en busca de autor de Luigi Pirandello, Los últimos días de Emmanuel Kant de Alfonso Sastre, Ricardo III, Madera de reyes dirigido por Augusto Fernandes y Lulú.
En cine debutó dirigido por Leopoldo Torre Nilsson, en Piedra libre en 1975, participó luego en La historia oficial (1984), Malayunta (1985), Historias breves (1995), Caballos salvajes (1995), Moebius (1996) y Eva Perón (1996).
En 1964 dirigió el estreno mundial de la ópera Don Rodrigo de Alberto Ginastera en el Teatro Colón y en el Teatro Argentino de La Plata dirigió Nabucco y Don Giovanni.

## Filmografía
- Piedra libre (1976)
- Fiebre amarilla (1981) …Ciego
- La historia oficial (1985) …Macci
- Vivir mata (1991)
- Malayunta (1986)
- La ausencia (cortometraje) (1995)
- Caballos salvajes (1995) …Rogelio
- Moebius (1996)
- Eva Perón (1996) …Obispo
- La nube (1998) …Freda